# 30 Геркулеса
30 Геркулеса (лат. 30 Herculis), g Геркулеса (лат. g Herculis), HD 148783 — тройная звезда в созвездии Геркулеса на расстоянии приблизительно 399 световых лет (около 122 парсек) от Солнца.

## Характеристики
Первый компонент (HD 148783A) — красный гигант, пульсирующая полуправильная переменная звезда типа SRB (SRB) спектрального класса M6III, или M4, или M7, или Mb. Видимая звёздная величина звезды — от +6,3m до +4,3m. Масса — около 1,85 солнечной, радиус — около 389,172 солнечных, светимость — около 1407,88 солнечных. Эффективная температура — около 3400 K.
Второй компонент (HD 148783B). Орбитальный период — около 1,124 года.
Третий компонент — красный карлик спектрального класса M. Масса — около 105,56 юпитерианских (0,1008 солнечной). Удалён в среднем на 1,667 а.е..